# ديفيد ميتشل
ديفيد ميتشل (بالإنجليزية: David Mitchell)‏ ، كاتب ولغوي وروائي إنجليزي، مواليد 12 يناير 1969 م، تخرج من جامعة كينت ، من أشهر رواياته الساعات العظمية، التي صدرت في العام 2014 ، وكذلك : الف خريفات ليعقوب دي زويت، البجعة السوداء خضراء، اطلس الغيم، وغيرها، بلغ القائمة النهائية مرتين لجائزة مان بوكر، يعيش حاليا في ايرلندا مع زوجته وطفليه.

## وصلات خارجية
- ديفيد ميتشل على موقع IMDb (الإنجليزية)
- ديفيد ميتشل على موقع الموسوعة البريطانية (الإنجليزية)
- ديفيد ميتشل على موقع مونزينجر (الألمانية)
- ديفيد ميتشل على موقع ميوزك برينز (الإنجليزية)
- ديفيد ميتشل على موقع ديسكوغز (الإنجليزية)
- ديفيد ميتشل على موقع قاعدة بيانات الفيلم (الإنجليزية)

ديفيد ميتشل  على قاعدة بيانات الخيال التأملي على الإنترنت
- David Mitchell's official website
- David Mitchell's profile at the official جائزة بوكر الأدبية site
- Adam Begley (Summer 2010). "David Mitchell, The Art of Fiction No. 204". Paris Review. مؤرشف من الأصل في 2024-01-29.